# Justine o los infortunios de la virtud
Justine o los infortunios de la virtud (del francés: Justine ou les Malheurs de la vertu) es una novela de Donatien Alphonse François de Sade, más conocido en la historia de la literatura como marqués de Sade. La primera versión de la novela fue escrita en 1787. En 1791 y 1797 se editaron dos versiones diferentes de la novela. Es una de las obras más importantes e influyentes de su autor, junto con Los 120 días de Sodoma y La filosofía en el tocador.

## Publicación
Sus títulos originales fueron, sucesivamente, Les infortunes de la vertu, Justine ou les Malheurs de la vertu, La nouvelle Justine ou les Malheurs de la vertu. La obra fue escrita por marqués de Sade durante una de sus prolongadas estancias en prisión, en la Bastilla. La primera versión, titulada simplemente Los infortunios de la virtud, se redactó en sólo quince días, y su autor la dio por terminada el 8 de julio de 1787, permaneciendo inédita hasta que Apollinaire rescatara su manuscrito de "el infierno" de la Biblioteca Nacional de Francia a principios del siglo XX. Esta versión inicial es sensiblemente inferior en extensión a las definitivas, aunque en ella ya están presentes el argumento, situaciones y desarrollo. Tras su salida de prisión en 1790 (gracias a un decreto de la Asamblea Nacional Constituyente), Sade da a la imprenta en junio de 1791 una segunda versión más explícita en la que se amplían considerablemente las peripecias narradas.
En 1797 se publica una tercera versión de la obra, también atribuida a Sade, con el título de La Nueva Justina o los infortunios de la virtud, seguida de la Historia de Julieta, su hermana, también ampliada con respecto a la edición anterior. La publicación de Justine supuso un enorme escándalo y suscitó las más virulentas críticas. Sade fue calificado de "autor infame de novelas detestables". A pesar de que se publicó clandestinamente y Sade siempre negara su autoría, fue Justine la principal causa para que se le encerrara de por vida en diferentes instituciones sanitarias acusado de "demencia libertina".
Ya en vida la obra de Sade tuvo una gran difusión, se imprimieron seis ediciones en diez años, y Justine se convirtió en una obra maldita que circuló clandestinamente durante todo el siglo XIX. Se reconoce su influencia en las novelas de Flaubert, Dostoievski y en la poesía de Baudelaire; aunque la lista de escritores del siglo XIX en los que se ha querido ver la influencia de Sade, y más concretamente de su novela Justine, es extensa. A principios del siglo XX Apollinaire publica L'œuvre du Marquis de Sade y los surrealistas rescatan la memoria de Sade; desde entonces, numerosos autores se han interesado por su obra; pero deberá esperarse hasta mediados de siglo XX para que se normalice su publicación.

## Argumento
Justine es una adolescente que, después del fallecimiento de sus padres, recurre a todos los estamentos sociales para conseguir un trabajo digno y preservar su virtud, y en todos los casos, en lugar de recibir ayuda, lo que encuentra es incitaciones al vicio. Justine simboliza la virtud que con una escasa inteligencia debe enfrentarse a las añagazas del vicio y, contrariamente a lo que cabría esperar, en lugar de ser recompensada por mantener su virtud, lo que recibe es toda clase de agravios.
Por el contrario, los libertinos que abusan de ella se ven recompensados. Los antihéroes por decirlo de algún modo, a menudo, hacen énfasis en sus creencias filosóficas, relacionadas con el ateísmo y el sadismo. Sade vierte en esta obra su misantropía, describe cómo en la sociedad en la que le tocó vivir practicar la virtud siempre resulta oneroso, mientras que quien practica el vicio encuentra a una sociedad cómplice y corrompida, lo que le permite adquirir ventaja.

«¿Bajo qué fatal estrella tengo que haber nacido, me dije, para que me resulte imposible concebir un solo sentimiento de virtud que no sea inmediatamente seguido por un diluvio de males, y cómo es posible que esta ilustre providencia, cuya justicia me gozo en adorar, al castigarme por mis virtudes, me haya ofrecido al mismo tiempo la visión de quienes me aplastaban con sus vicios en la cúspide?»

## Análisis

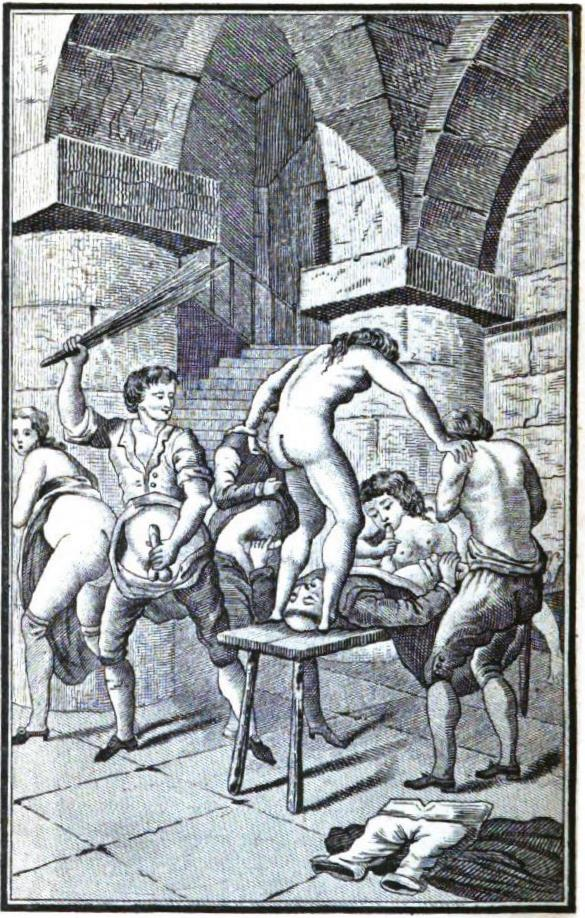
Justine ou Les malheurs de la vertu, grabado del Volumen II. Edición de 1797.

Como en la mayoría de las obras de Sade, pueden observarse dos niveles de contenido. Por un lado, una serie de escenas de violencia sexual; por otro, las justificaciones de los delitos y perversidades que aquellos personajes ejercen. Ciertos autores han querido ver en las argumentaciones de estos personajes el pensamiento del propio Sade, un sistema filosófico y político de corte materialista, aunque esta no fuera la tendencia predominante en la Ilustración francesa. Opuesto a las ideas de Jean-Jacques Rousseau a quien, sin embargo, admiraba. No obstante, esta obra no puede considerarse atea como sus perseguidores afirmaban. Esto se ve tanto en el prólogo como en la conclusión:

EXPLICACIÓN DE LA ESTAMPA

La Virtud, entre la Lujuria y la Irreligión. A su izquierda está la Lujuria, bajo la figura de un joven cuya pierna rodea una serpiente, símbolo del autor de nuestros males; aparta con una mano el velo del Pudor, que protegía a la Virtud de las miradas de los profanos, y con la otra, así como con su pie derecho, dirige la caída en la que quiere hacerla sucumbir. A la derecha está la Irreligión que retiene con fuerza uno de los brazos de la Virtud, mientras que con mano pérfida saca una serpiente de su seno para envenenarla. El abismo del Crimen se entreabre bajo sus pasos. La Virtud, siempre dueña de su conciencia, alza la mirada al Eterno, y parece decir:
¡Quién sabe, cuando el Cielo nos hiere con sus golpes, si la mayor desgracia no es un bien para nosotros!

¡Ojalá os convenzáis con ella de que la auténtica felicidad sólo está en el seno de la virtud, y que si, con unas intenciones que no nos corresponde a nosotros profundizar, Dios permite que sea perseguida en la Tierra, es para compensarla en el cielo con las más halagüeñas recompensas!

En su época Sade sufrió las críticas por los "sistemas filosóficos" que exponían sus personajes libertinos. En contestación a esas críticas escribe:

«Cada actor de una obra dramática debe hablar el lenguaje establecido por el carácter que representa; que entonces es el personaje quien habla y no el autor, y que es lo más normal del mundo, en ese caso; que ese personaje, absolutamente inspirado por su papel, diga cosas completamente contrarias a lo que dice el autor cuando es el mismo quien habla. Ciertamente, ¡qué hombre hubiera sido Crébillon si siempre hubiera hablado como Atrée!; ¡qué hombre hubiera sido Racine si hubiera pensado como Nerón!; ¡qué monstruo hubiera sido Richardson si no hubiera tenido otros principios que los de Lovelace!»
A Villeterqué foliculario

Es en esta obra de Sade donde más claramente puede apreciarse la influencia de Voltaire y sus cuentos filosóficos (concretamente nos recuerda a Cándido). Como suele suceder en las obras del marqués, las peripecias narradas parecen ser una excusa para posibilitar la exposición de diferentes sistemas filosóficos.
En Justine, Sade se vale de la protagonista para simbolizar la virtud y manifestar su pesimista tesis según la cual, la virtud es sistemáticamente aplastada por el vicio; mientras que el vicio, libre de valores y principios, cobra ventaja y prospera. Partiendo de esa tesis Sade, en la introducción, se preocupa por aquellos que carentes de una formación moral sólida puedan llegar a la conclusión de que es mejor, más ventajoso, practicar el vicio y no la virtud.

«¿No dirán que la virtud, por hermosa que sea, se vuelve sin embargo el peor partido que pueda tomarse, si resulta demasiado débil para luchar contra el vacío, y que, en un siglo totalmente corrompido, lo más seguro es actuar como los demás? Algo más instruidos, si se quiere, y abusando de las luces que han adquirido, ¿no dirán con el ángel Jesrad, de Zadig, que no hay mal que por bien no venga, y que pueden, a partir de ahí, entregarse al mal, ya que de hecho sólo es una de las maneras de producir el bien? ¿No añadirán que es indiferente al plan general que tal o cual sea preferentemente bueno o malo; que si el infortunio persigue a la virtud y la prosperidad acompaña al crimen, siendo ambas cosas iguales para los proyectos de la naturaleza, es infinitamente mejor tomar partido entre los malvados, que prosperan, que entre los virtuosos, que fracasan? Así pues, es importante prevenir esos peligrosos sofismas de una falsa filosofía.»

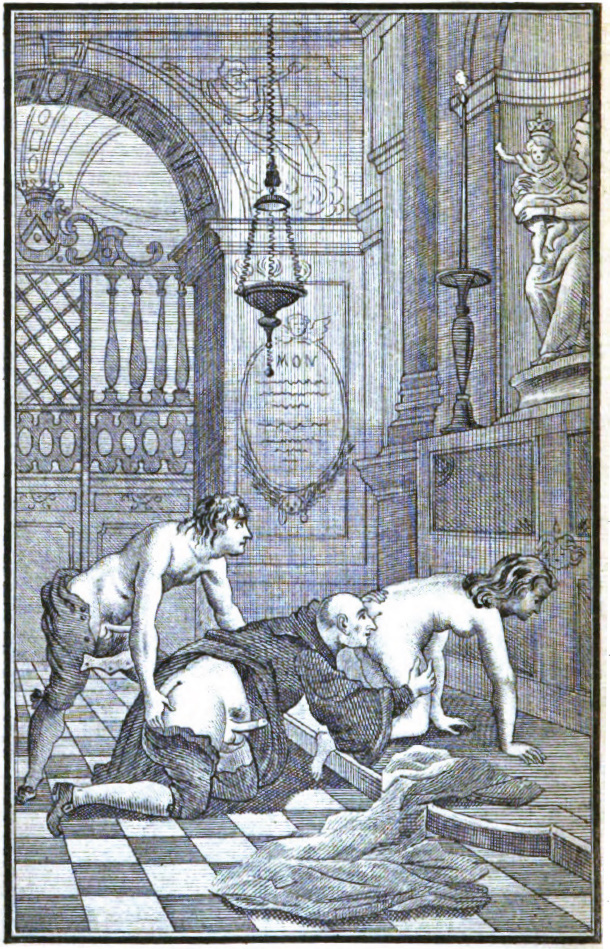
Justine ou Les malheurs de la vertu, grabado del Volumen II. Edición 1797.

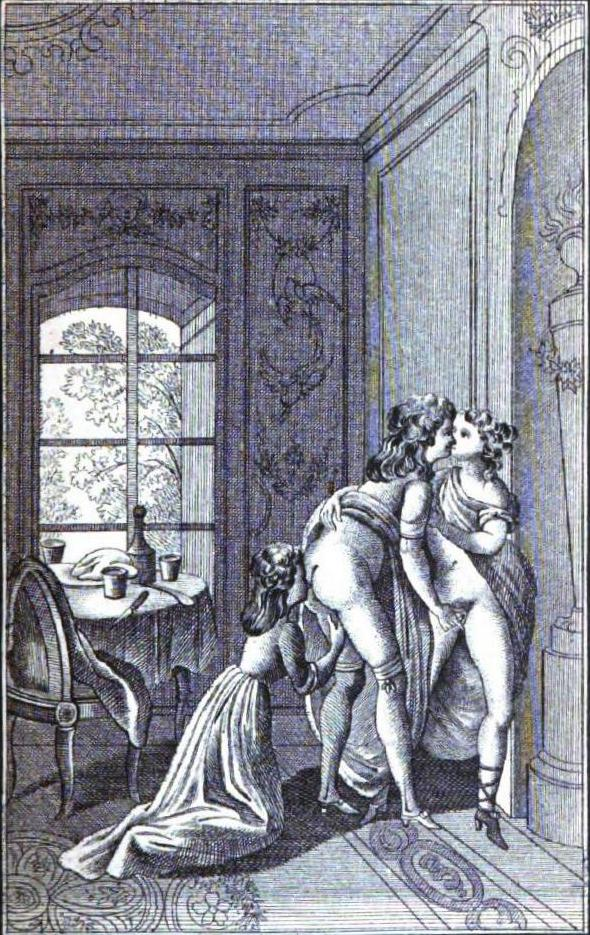
Volumen II. Edición 1797.

Sade se vale en la obra de la fórmula del narrador omnisciente, que comenta el desarrollo de la trama, extrae conclusiones y exhorta al lector utilizando la segunda persona del plural. Justina trata de la vida desgraciada de Justine, una jovencita a la que la naturaleza ha dotado de un irresistible impulso hacia la virtud, pero al quedar huérfana, se enfrenta a un mundo lleno de libertinos. Ella y su hermana Juliette se ven obligadas a buscarse la vida como pueden, pero mientras que Juliette, inclinada naturalmente al vicio, decide prostituirse, lo que la lleva a alcanzar el éxito y la respetabilidad, la buena de Justine se empeña, contra viento y marea, en querer llevar una vida virtuosa.
Casi veinte años después de su separación, las dos hermanas se encuentran, sin reconocerse. Juliette es la esposa de un importante personaje, y Justine se encuentra en un absoluto desvalimiento. La segunda refiere a la primera sus desventuras en primera persona: cómo, por su inclinación a la virtud, fue una y otra vez vejada, sin encontrar nunca la paz. El relato de Justine ocupa la mayor parte del libro. Al terminar, Justine es reconocida por Juliette, quien decide ayudarla, pero, poco después, Justine es alcanzada por un rayo, sin posibilidad de gozar de la vida tranquila que su hermana está resuelta a proporcionarle.
Sade concede al lector un final convencional. La muerte de Justine no debe resultar estéril. En la introducción adelanta el plan de la obra:

«Es esencial demostrar que los ejemplos de virtud infortunada presentados a un alma corrompida, en la que permanecen sin embargo unos cuantos buenos principios, pueden devolver esta alma al bien con tanta seguridad como si se le hubiera mostrado en el camino de la virtud los éxitos más brillantes y las más halagüeñas recompensas.»

De acuerdo con ese plan, Juliette, conmovida por los infortunios de su hermana, comprende la grandeza de la virtud y, regenerándose, se compromete a llevar una vida piadosa. El narrador concluye en el último párrafo de la novela que, de alguna manera, la virtud de Justine ha de hallar su recompensa en el más allá.

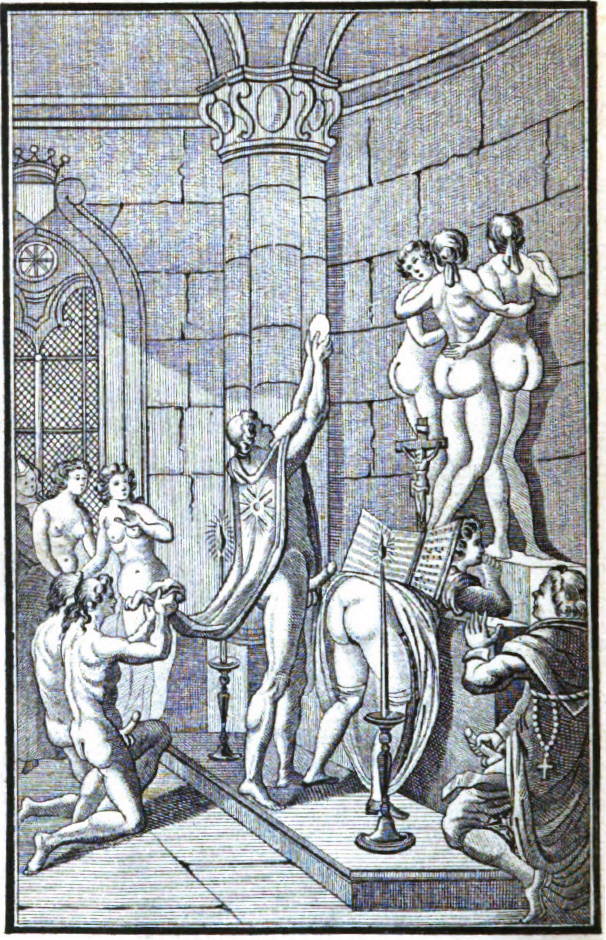
Justine ou Les malheurs de la vertu, grabado del Volumen II. Edición de 1797.

La propia trama y las ideas expuestas en la novela son extremadamente radicales para su época, con fuertes críticas a la organización social y a la religión. La virulencia de sus críticas contra el régimen establecido y las posibles referencias a influyentes personajes de la época, valieron a Sade la reclusión de por vida en el manicomio de Charenton.
En 1967 se rodó en Italia la escenificación cinematográfica de la película, Justine ovvero le disaveventure della virtú, que en España tuvo en un inicio el curioso título de Pasión Mortal. Estuvo dirigida por Jesús Franco, con Klaus Kinski y Romina Power como figuras principales. Posteriormente, ha habido otras conversiones al cine de la obra, como Justine de Sade, película francesa producida en 1972, dirigida por Claude Pierson y con Alice Arno en el papel de Justine.